# Étreillers
Étreillers est une commune française située dans le département de l'Aisne en région Hauts-de-France.

## Géographie
Par la route, Étreillers se situe à une dizaine de kilomètres à l'ouest de Saint-Quentin.
Le territoire est traversé au nord par l'autoroute A29.

### Communes limitrophes
|                        | Attilly    |      |
| Beauvois-en-Vermandois | Étreillers | Savy |
| Vaux-en-Vermandois     | Fluquières |      |

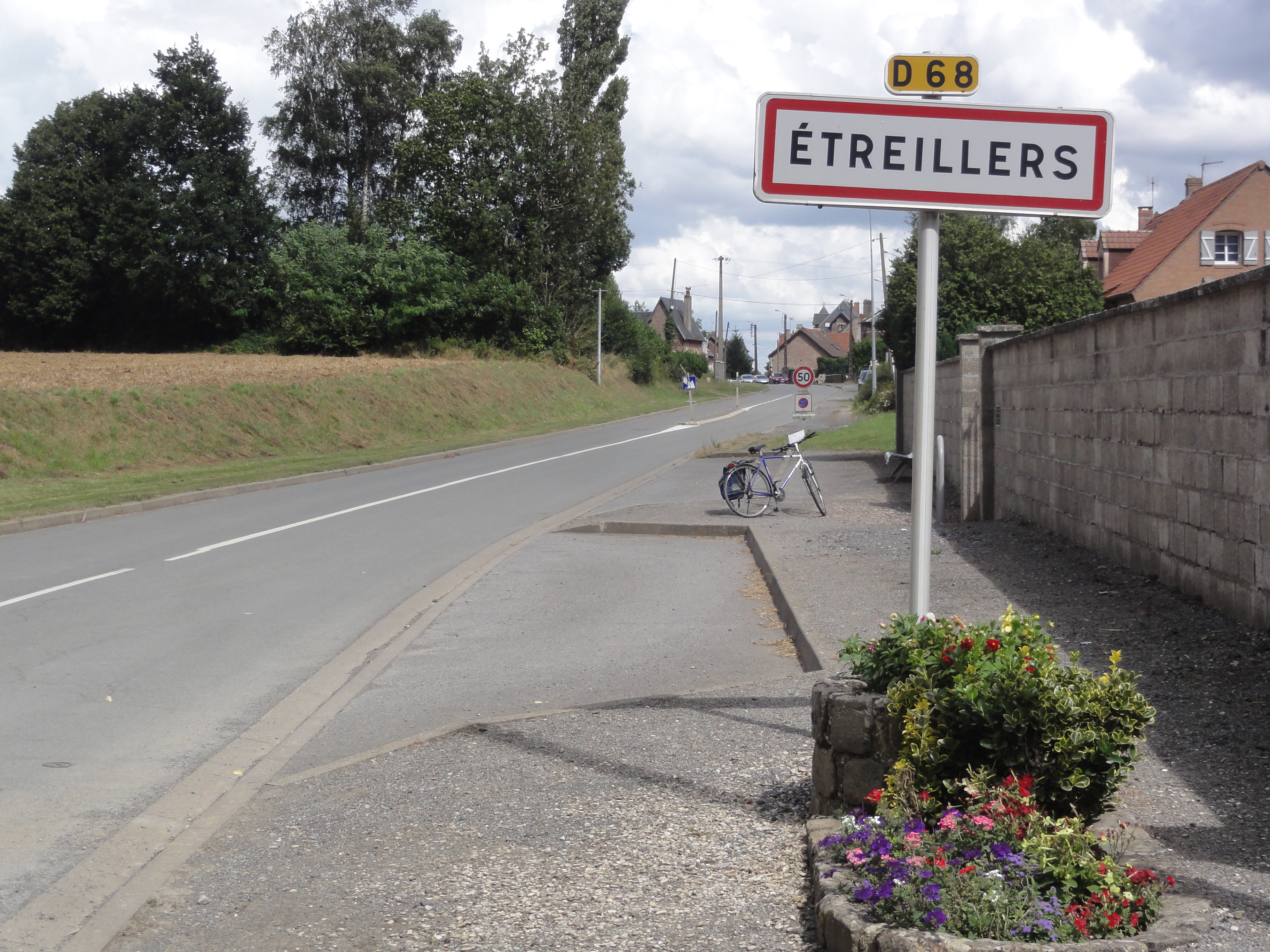
Entrée d'Étreillers.
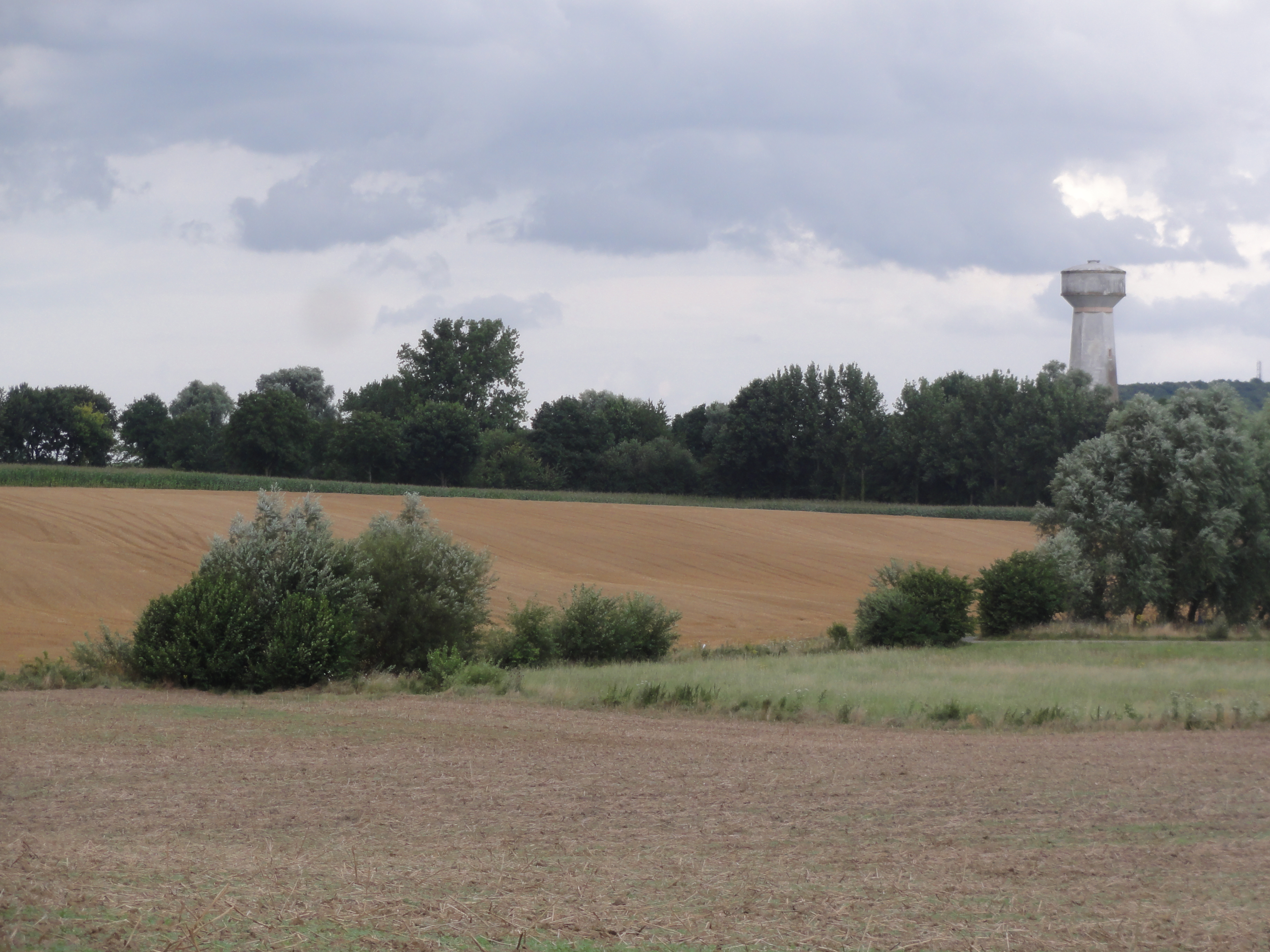
Paysage avec le château d'eau d'Étreillers.

### Hydrographie

#### Réseau hydrographique
La commune est située dans le bassin Artois-Picardie. Elle est drainée par la ETREILLERS.

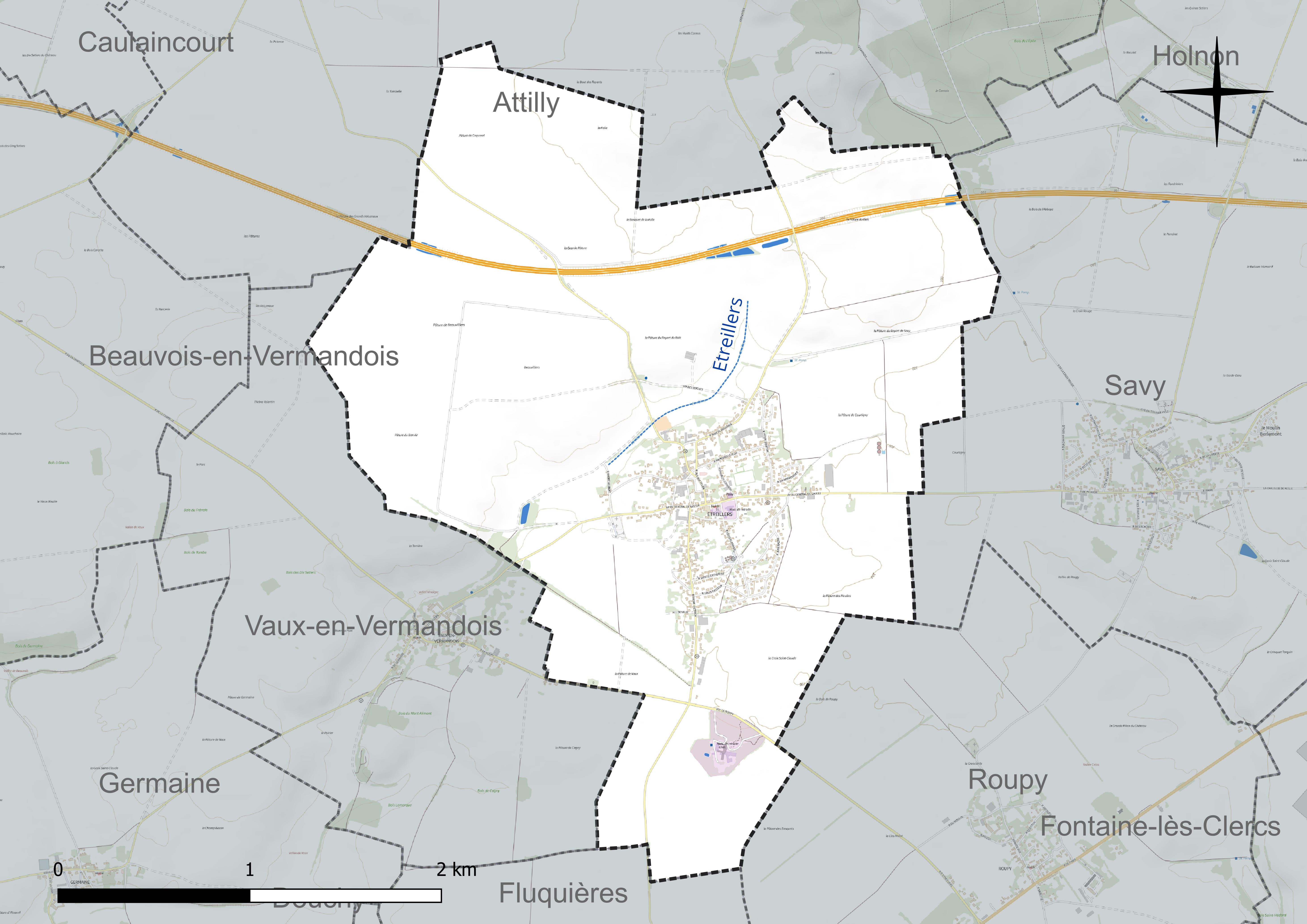
Réseau hydrographique d'Étreillers.

#### Gestion et qualité des eaux
Le territoire communal est couvert par le schéma d'aménagement et de gestion des eaux (SAGE) « Haute Somme ». Ce document de planification concerne un territoire de 1 798 km2 de superficie, délimité par le bassin versant de la Haute Somme est constitué d'un réseau hydrographique complexe de cours d'eau, de marais, d'étangs et de canaux. Le périmètre a été arrêté le 21 avril 2006 et le SAGE proprement dit a été approuvé le 15 juin 2017. La structure porteuse de l'élaboration et de la mise en œuvre est le syndicat mixte d'aménagement hydraulique du bassin versant de la Somme (AMEVA).
La qualité des cours d'eau peut être consultée sur un site dédié géré par les agences de l'eau et l'Agence française pour la biodiversité.

### Climat
Pour des articles plus généraux, voir Climat des Hauts-de-France et Climat de l'Aisne.
En 2010, le climat de la commune est de type climat océanique dégradé des plaines du Centre et du Nord, selon une étude du CNRS s'appuyant sur une série de données couvrant la période 1971-2000. En 2020, Météo-France publie une typologie des climats de la France métropolitaine dans laquelle la commune est exposée à un climat océanique et est dans la région climatique Nord-est du bassin Parisien, caractérisée par un ensoleillement médiocre, une pluviométrie moyenne régulièrement répartie au cours de l'année et un hiver froid (3 °C).
Pour la période 1971-2000, la température annuelle moyenne est de 10,2 °C, avec une amplitude thermique annuelle de 14,8 °C. Le cumul annuel moyen de précipitations est de 693 mm, avec 11,5 jours de précipitations en janvier et 8,9 jours en juillet. Pour la période 1991-2020, la température moyenne annuelle observée sur la station météorologique la plus proche, située sur la commune de Fontaine-lès-Clercs à 5 km à vol d'oiseau, est de 10,8 °C et le cumul annuel moyen de précipitations est de 683,4 mm,. Pour l'avenir, les paramètres climatiques de la commune estimés pour 2050 selon différents scénarios d'émission de gaz à effet de serre sont consultables sur un site dédié publié par Météo-France en novembre 2022.

## Urbanisme

### Typologie
Au 1er janvier 2024, Étreillers est catégorisée bourg rural, selon la nouvelle grille communale de densité à 7 niveaux définie par l'Insee en 2022.
Elle est située hors unité urbaine. Par ailleurs la commune fait partie de l'aire d'attraction de Saint-Quentin, dont elle est une commune de la couronne,. Cette aire, qui regroupe 120 communes, est catégorisée dans les aires de 50 000 à moins de 200 000 habitants,.

### Occupation des sols
L'occupation des sols de la commune, telle qu'elle ressort de la base de données européenne d'occupation biophysique des sols Corine Land Cover (CLC), est marquée par l'importance des territoires agricoles (91,9 % en 2018), en diminution par rapport à 1990 (93,3 %). La répartition détaillée en 2018 est la suivante : 
terres arables (88,7 %), zones urbanisées (8,1 %), zones agricoles hétérogènes (3,1 %).
L'évolution de l'occupation des sols de la commune et de ses infrastructures peut être observée sur les différentes représentations cartographiques du territoire : la carte de Cassini (XVIIIe siècle), la carte d'état-major (1820-1866) et les cartes ou photos aériennes de l'IGN pour la période actuelle (1950 à aujourd'hui).

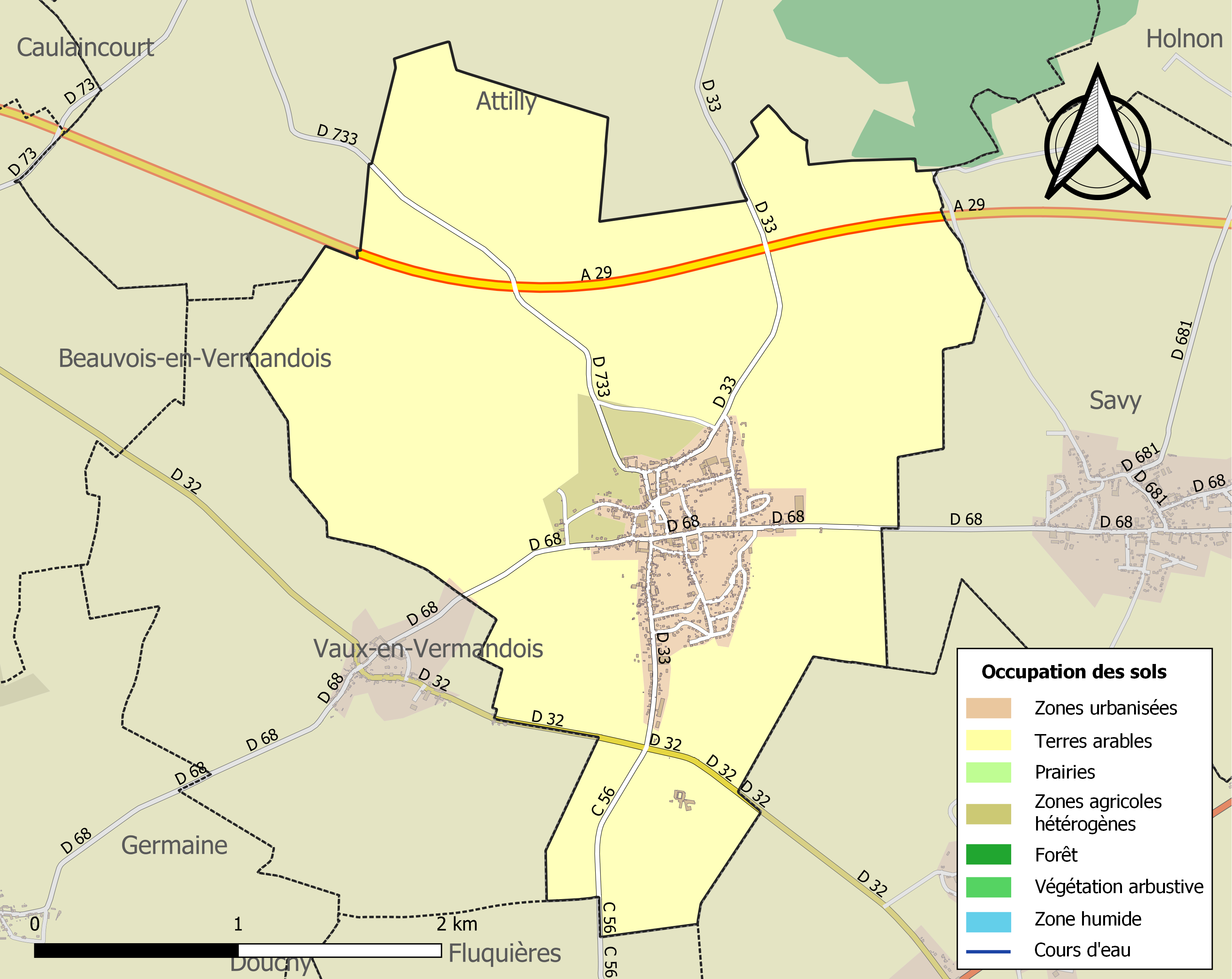
Carte de l'occupation des sols de la commune en 2018 (CLC).

## Toponymie
Le nom de la localité est attesté sous les formes Aistraillier, Eistraillier (1045) ; altare de Strahileto (1124) ; Astreletum (1142) ; Strateliers (1190) ; Strailiers (1190) ; Strailletum (1221) ; Estraliers (1237) ; Estreiliers (1242) ; Estrelierz (1264) ; Strailetum (1287) ; Étrelliers (1294) ; Estraillers (1295) ; Estraillies (1297) ; Estrellies (1367) ; Estrilliers (1484) ; Estreilliers (1574) ; Estrelly (1665) ; Estreilly (1677) ; Estrilly (1685) ; Étrillier (1718).
Du latin strata (via), qui désignait une voie constituée de plusieurs couches (strates) de matériaux. Étreillers est à proximité de l'ancienne Voie romaine reliant Saint-Quentin à Vermand par Marteville,

## Histoire

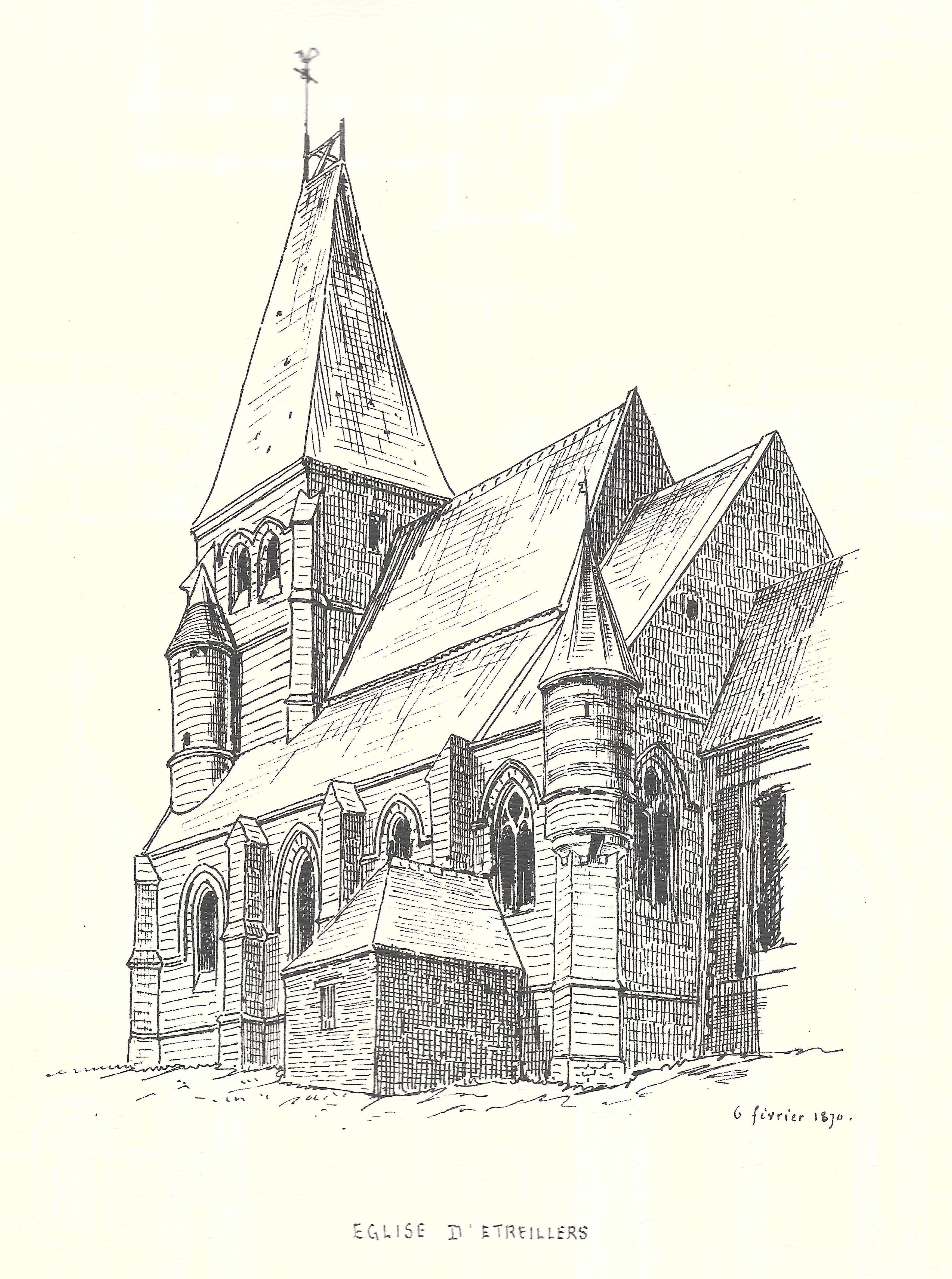
L'église en 1870
(dessin de Joachim Malézieux (1851/1906)).

Selon Louis-Paul Colliette (voir note bibliographique) une charte de 1124 expédiée à la ville de Noyons par Monseigneur Simon, fils de Hughes de France et comte de Vermandois, recommanda sa mère aux chanoines de Saint-Quentin comme elle-même avait recommandé son mari. Simon leur donna en tant qu'évêque de Noyons l'autel de Saint Cyr et de Sainte Julitte d'Estreillers, villages distants de deux lieux de l'Auguste de Vermandois. Il ajouta à ce don celui d'autres biens considérables. Ces chanoines devaient par reconnaissance, prier le Seigneur pour le repos de l'âme du donateur après sa mort et pour celle de sa mère, la comtesse Adèle. Cette même charte érige en église paroissiale celle d'Estreillers que l'on venait d'y bâtir alors en cette terre ; car il n'y en avait pas quelques années auparavant. Simon la dédia aux Martyrs de Tarse (Tharse) en Cilicie parce que la cathédrale de cette ville possédait les cendres de son père Hughes de France qui y était enterré. Estreillers devint donc alors un mausolée élevé à la gloire d'un Prince du sang Français (« François »). L'église n'en a pas de reliques de ses saints patrons, mais le culte y attire, de toute part, des pèlerins qui les invoquent contre la jaunisse. Avant cette époque, Estreillers était un hameau dépendant de la paroisse de Misery-en-Carnoy : cette paroisse, la plus ancienne de son canton, était bâtie dans le bois, pour la commodité de plusieurs villages qui en relevaient au spirituel. Maintenant (c.-à-d. en 1770) cette église était détruite et transférée dans le village d'Holnon où elle garde encore son premier vocable qui est Saint-Quentin, le patron de toute la province.
Estreillers est un mot composé de deux à savoir d'Estrées et de Villers : Villare ad Strata. Il est ainsi nommé parce qu'il est « assis » sur et le long d'un ancien chemin de Ham à Cambrai appelé « la Voie Hamoise » Ôtez les deux dernières lettres d'Estrées et la première de Villers, vous avez le nom d'Estreillers, exprimé par un mauvais latin « Straittetum »
Ces renseignements son tirés de Louis-Paul Colliette (1771 ou 1172) : Mémoires pour servir à l'histoire ecclésiastique, civile et militaire de la province du Vermandois, Tome 2, vue 189 : p. 177 ; Lien : https://numelyo.bm-lyon.fr/f_view/BML:BML_00GOO0100137001101342157/IMG00000190# visité février 2024
PS : L'auteur Louis-Paul Colliette fut doyen du doyenné de Saint-Quentin vers la seconde moitié du XVIIIe siècle. Il fait œuvre d'historien, mais la teneur et le style de son écrit est hagiographique.
Lors de la guerre franco-allemande de 1870, alors que les combats de la bataille de Saint-Quentin (1871) se situaient à Roupy entre les troupes françaises du général Foerster et les Prussiens le 18 janvier 1871, le maire, l'instituteur, M. Emile Marchand et le curé furent avec MM. Tupigny et Cohardy pris en otages. Un tribunal militaire se réunissait sur la place alors que 100 000 frs étaient demandés en rançon à la ville ; mais les combats se déplaçant vers Savy, le général von Goeben emmenait ses otages qui réussirent à s'évader quelques jours plus tard et ne revinrent au village que la paix signée.

## Politique et administration

### Découpage territorial
La commune d'Étreillers est membre de la communauté de communes du Pays du Vermandois, un établissement public de coopération intercommunale (EPCI) à fiscalité propre créé le 31 décembre 1993 dont le siège est à Bellicourt. Ce dernier est par ailleurs membre d'autres groupements intercommunaux.
Sur le plan administratif, elle est rattachée à l'arrondissement de Saint-Quentin, au département de l'Aisne et à la région Hauts-de-France. Sur le plan électoral, elle dépend du  canton de Saint-Quentin-1 pour l'élection des conseillers départementaux, depuis le redécoupage cantonal de 2014 entré en vigueur en 2015, et de la deuxième circonscription de l'Aisne  pour les élections législatives, depuis le dernier découpage électoral de 2010.

### Administration municipale
| Période                                  | Période                   | Identité        | Étiquette      | Qualité                               |
| ---------------------------------------- | ------------------------- | --------------- | -------------- | ------------------------------------- |
| Les données manquantes sont à compléter. |                           |                 |                |                                       |
| ?                                        | en cours en 1871, 75 & 76 | Jean-M. Gronier |                |                                       |
| mars 2001                                | En cours (au 23 mai 2020) | Jean-Marie Rémy | Sans étiquette | Cadre Réélu pour le mandat 2020-2026, |

## Démographie
L'évolution du nombre d'habitants est connue à travers les recensements de la population effectués dans la commune depuis 1793. Pour les communes de moins de 10 000 habitants, une enquête de recensement portant sur toute la population est réalisée tous les cinq ans, les populations de référence des années intermédiaires étant quant à elles estimées par interpolation ou extrapolation. Pour la commune, le premier recensement exhaustif entrant dans le cadre du nouveau dispositif a été réalisé en 2004.

En 2022, la commune comptait 1 176 habitants, en évolution de −3,13 % par rapport à 2016 (Aisne : −1,97 %, France hors Mayotte : +2,11 %).
| 1793  | 1800  | 1806  | 1821  | 1831  | 1836  | 1841  | 1846  | 1851  |
| ----- | ----- | ----- | ----- | ----- | ----- | ----- | ----- | ----- |
| 1 120 | 1 225 | 1 019 | 1 198 | 1 237 | 1 322 | 1 311 | 1 333 | 1 348 |

| 1856  | 1861  | 1866  | 1872  | 1876  | 1881  | 1886  | 1891  | 1896  |
| ----- | ----- | ----- | ----- | ----- | ----- | ----- | ----- | ----- |
| 1 331 | 1 342 | 1 364 | 1 342 | 1 270 | 1 182 | 1 153 | 1 101 | 1 090 |

| 1901  | 1906  | 1911  | 1921 | 1926 | 1931 | 1936 | 1946 | 1954 |
| ----- | ----- | ----- | ---- | ---- | ---- | ---- | ---- | ---- |
| 1 039 | 1 036 | 1 047 | 860  | 893  | 900  | 877  | 875  | 953  |

| 1962 | 1968 | 1975  | 1982  | 1990  | 1999  | 2004  | 2006  | 2009  |
| ---- | ---- | ----- | ----- | ----- | ----- | ----- | ----- | ----- |
| 977  | 974  | 1 025 | 1 053 | 1 115 | 1 105 | 1 056 | 1 081 | 1 198 |

| 2014  | 2019  | 2022  | - | - | - | - | - | - |
| ----- | ----- | ----- | - | - | - | - | - | - |
| 1 196 | 1 197 | 1 176 | - | - | - | - | - | - |

## Culture locale et patrimoine

### Lieux et monuments
- Église Saint-Cyr-et-Sainte-Julitte.
- Monument aux morts surmonté d'un calvaire.
- Tombe de guerre d'un soldat de la Commonwealth War Graves Commission.
- Quelques croix de chemin.
- Porche monumental d'une ferme.
- L'ancienne gare de la ligne de Saint-Quentin à Ham.
- Motte signalée par Salch[23].

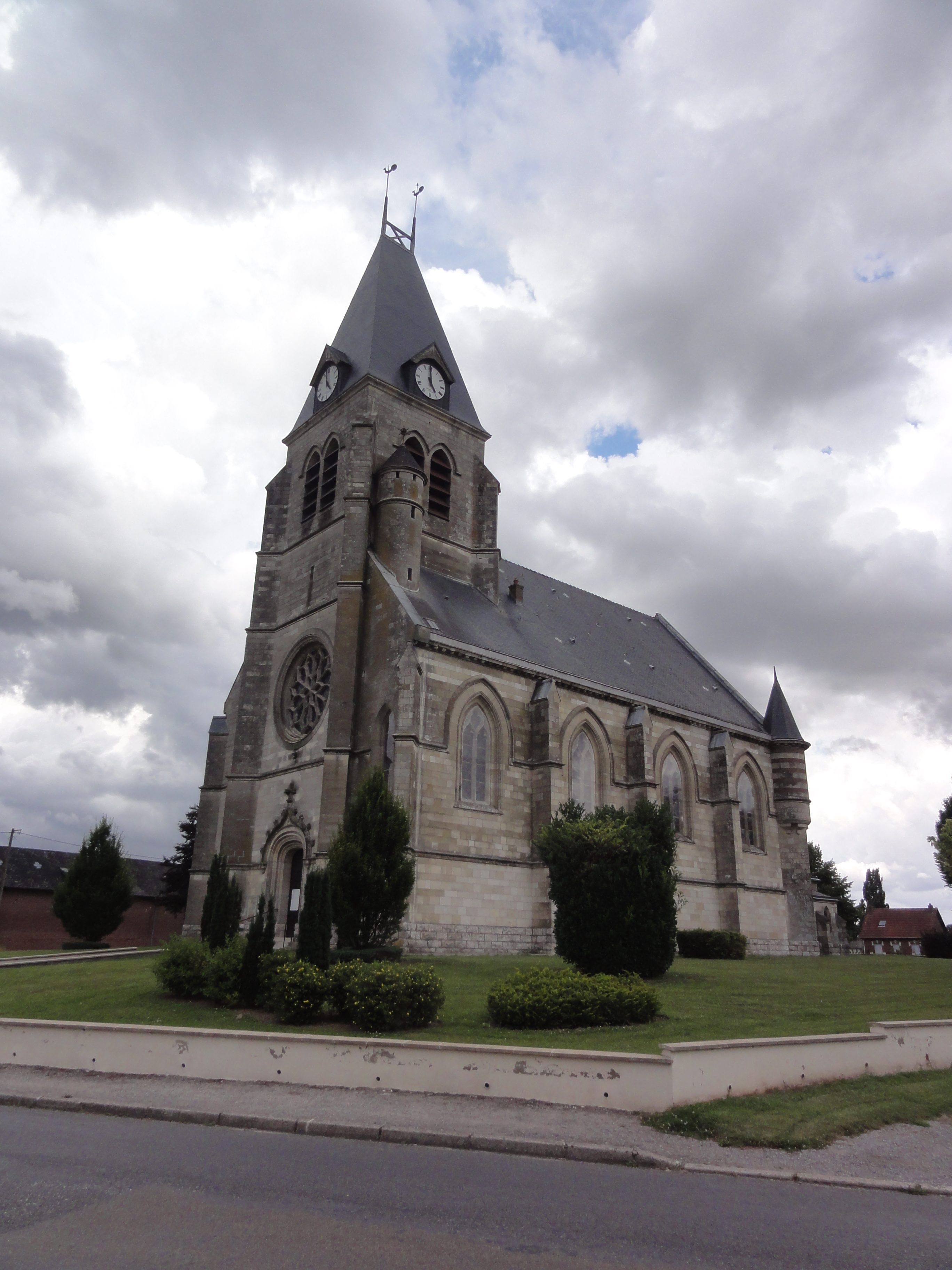
Église Saint-Cyr-et-Sainte-Julitte.
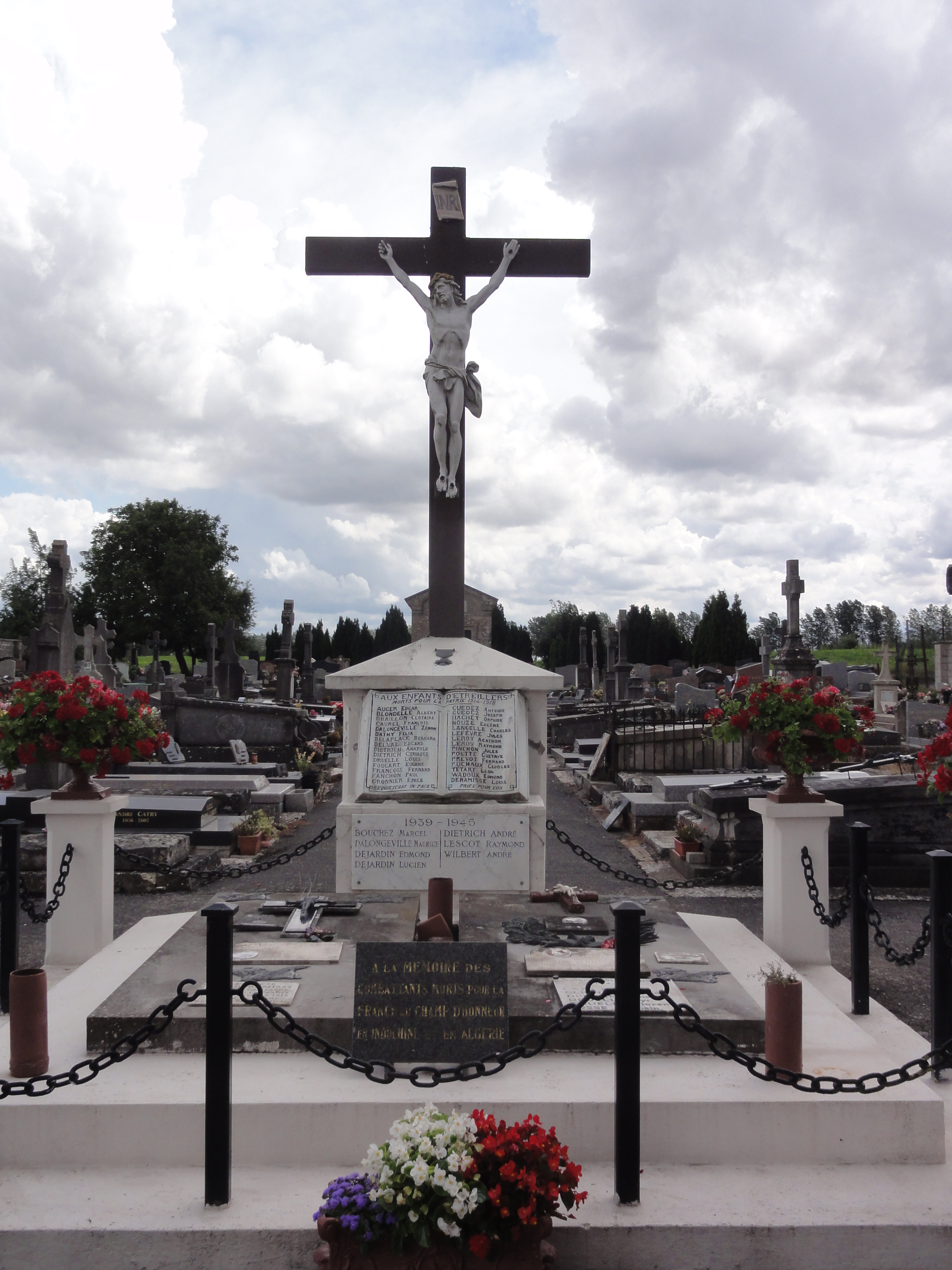
Monument aux morts.
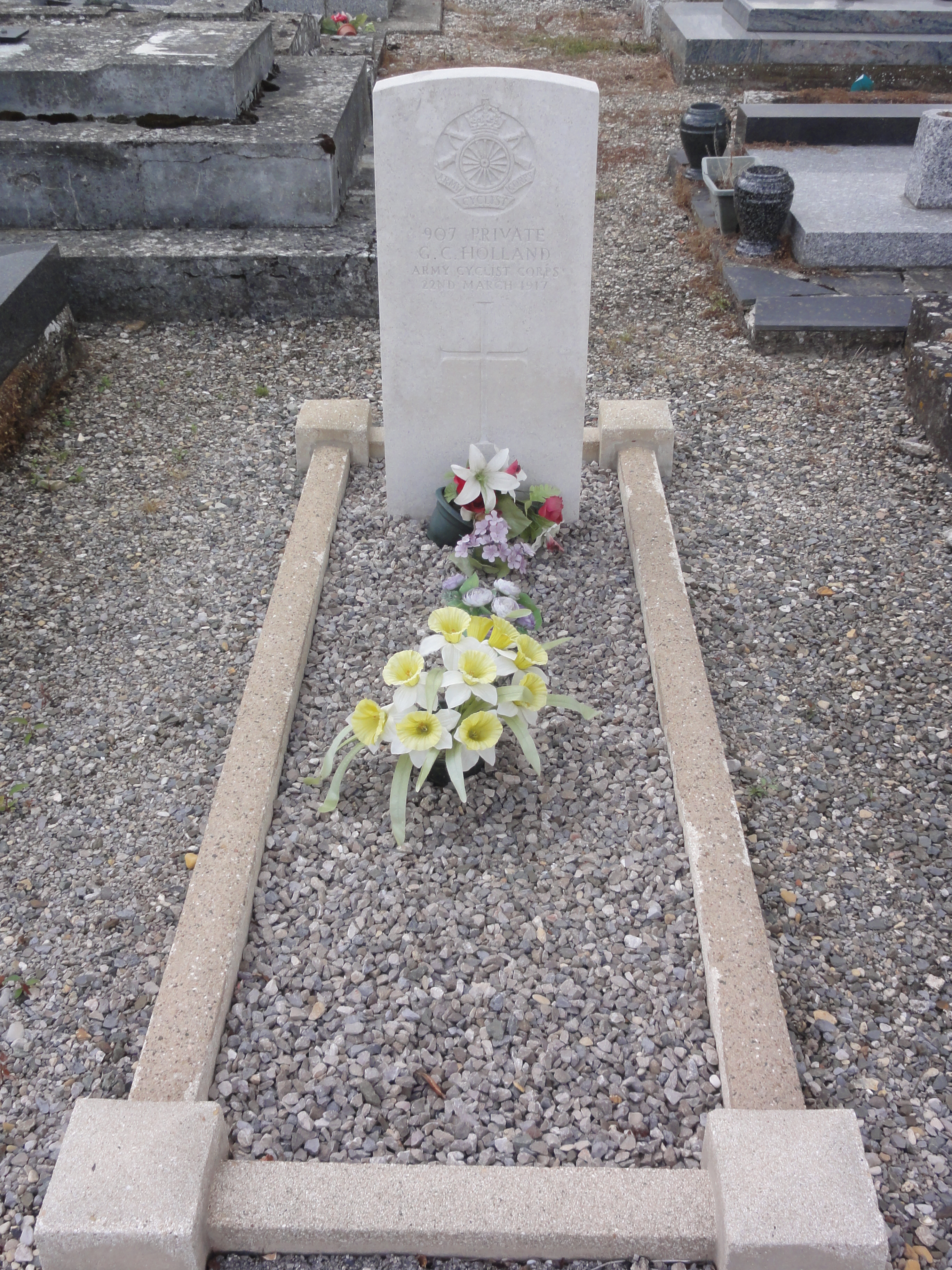
Tombe de guerre de la CWGC.
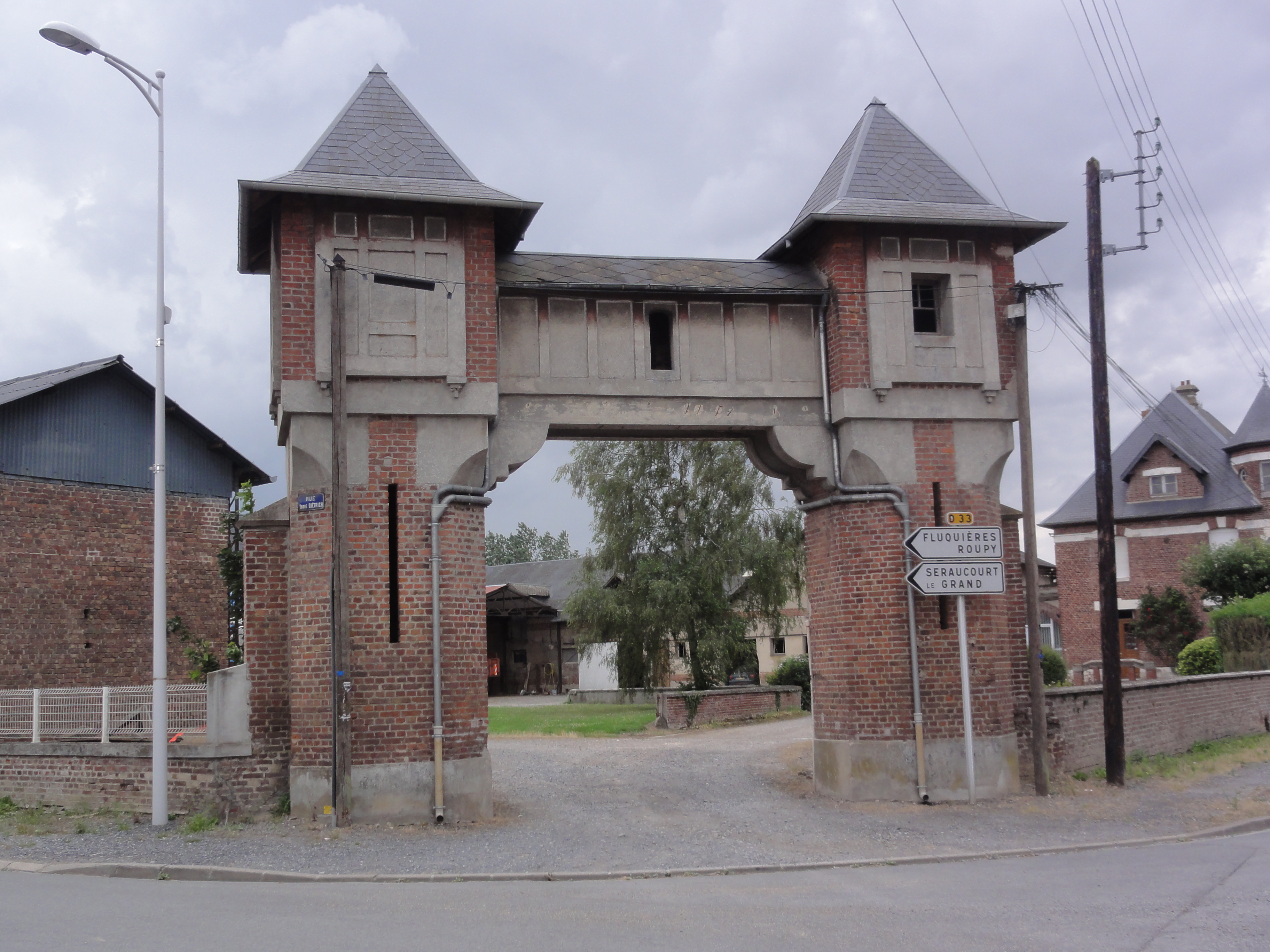
Porche d'une ferme.

### Personnalités liées à la commune
- Louis Brassart-Mariage (1875-1933) est l'architecte de la maison de retraite Euphémie-Derche construite en 1910.

### Héraldique
| Blason de Étreillers | Blason  | Écartelé : au 1er d'argent à un coq contourné au trait de sable, au 2e d'argent à trois bandes de gueules, au franc-canton senestre d'argent à une étoile de sable, au 3e d'argent à deux bandes de gueules, au franc-canton senestre d'argent à une étoile de sable, au 4e d'argent à une poule au trait de sable. |
| Blason de Étreillers | Détails | Inspiré des armes de la famille Lescot, plus précisément celles de Jacques Lescot, seigneurs du lieu. Adopté par la municipalité en 2018. |

## Pour approfondir